# Береговая куфия
Береговая куфия, или пурпурно-пятнистая куфия (лат. Trimeresurus purpureomaculatus) — ядовитая змея подсемейства ямкоголовых семейства гадюковых.
Общая длина достигает 90 см. Наблюдается половой диморфизм — самки больше самцов. Голова широкая, толстая. Туловище стройное, с 25-27 продольными рядами чешуи. Окраска вино-красного цвета или пурпурно-коричневого со светло-зелёными боками и зелёным брюхом.
Любит тропические леса вдоль морского побережья. Всю жизнь проводит на деревьях. Активна ночью. Питается грызунами, ящерицами и птицами.
Живородящая змея. Самка рождает до 10 детёнышей.
Вид распространён в штате Ассам (Индия), Бангладеш, Мьянме, Таиланде, на острове Суматра (Индонезия), Малаккском полуострове.